# 採油 (油脂)
採油（さいゆ）とは、動植物から油脂を取り出すこと。植物から油脂を搾り取ることは搾油（さくゆ）とも言う。

## 概要
乳脂を別にすれば、動植物から油脂を取り出す方法は大別して3つある。すなわち、
1. 熱をかけて溶かし出す
2. 圧力をかけて搾り出す
3. 溶剤を加えて溶かし出す

の3つである。
1の方法は動物油脂の場合有効であるが、植物の場合には難しく、2の方法を採らなければならない。しかし大豆のように含油量の少ないものは3の方法が必要になる。また2の方法も搾りかすにかなりの油分が残るので、これを回収するためにも3の抽出法が必要になってくる。

## 採油方法

### 植物原料からの採油
油脂原料は、種子の場合は一般に脱皮、加熱してから圧搾・抽出を行う。これは加熱することにより油脂を含んでいる細胞の膜タンパク質を変性させて、油脂を細胞の外に出やすくするためである。
加熱の終わった原料は、圧搾あるいは抽出にかけられる。圧搾には普通スクリュー式プレス機が用いられるが、圧搾法ではどうしても残留油分が多くなるので、ごま、カカオ豆など油分の多いものに用いられる方法となっている。菜種、綿実などでは、まず予備圧搾で油分をある程度搾って含油率20%程度にまでした後、溶剤抽出するのが一般的となっている。
大豆は油分が比較的少ない（18～20%）ので、まずはこれを除皮した後プレスしてフレーク状にし、さらに乾燥させてから溶剤（ヘキサン）などで抽出を行う。フレークを乾燥させるのは、油分抽出後の脱脂大豆が優れたタンパク資源として飼料や食品の原料となるので、タンパク質が採油工程で変質しないようにするためである。またヘキサンのような比較的沸点の低い溶剤を使うのも、溶剤回収のときの加熱によるタンパク質の変性をできるだけ少なくするための配慮である。

#### 精製
オリーブオイル、ごま油はこれらの粗油を濾過したものを使用するが、通常植物油は次の精製過程を追加する。
脱ガムでガム質を、脱酸で遊離脂肪酸を取り除く。そのままでは色や匂いが強すぎるため、活性白土によって脱色、高温の水蒸気によって脱臭を行う。ここまででJAS規格における精製油になる。サラダ油の場合は、この後に固まりやすいロウ分を取り除く（脱ロウ）。

### 動物原料からの採油
牛脂、豚脂、魚油といった動物油脂は、一般に融出法で採油される。
日本の魚油の大部分はイワシなどの小型魚から得られているが、昔からこれらは魚全体を平鍋で海水と共に20～60分煮沸し、浮いてくる油を分別して採取している。このような方法を「湿式融出法」または「湿式法」という。
これに対して牛や豚は脂身の部分を分別し、細断した後に平鍋に入れて加熱するか、クッカーに投入して水蒸気で間接加熱して油を融出させる。温度は120～130℃、時間は1～2時間が標準である。脂身の組成は通常油分70%、水分20%、繊維質10%程度であり、水分は加熱により蒸発する。この方法を「乾式融出法」または「乾式法」という。
かつて牛脂、豚脂は乾式法で融出していたが、この方法では得られた油脂の着色が著しく、また空気酸化による油の品質劣化の程度が大きいため、近年では湿式法で行われるようになってきている。この方法によれば、油脂の採取は高くても90℃程度の温度で、しかも比較的短時間の処理であるため、高品質のものが高収率で得られるためである。